# Zofia von Hohenberg (księżniczka)
Zofia von Hohenberg, właściwie Sophie Marie Franziska Antonia Ignatia Alberta von Hohenberg (ur. 24 lipca 1901, zm. 27 października 1990) – jedyna córka zabitego w zamachu w Sarajewie arcyksięcia Franciszka Ferdynanda, następcy tronu i jego żony Zofii.
W 1918 roku zamieszkała w Wiedniu. 8 września 1920 poślubiła hrabiego Friedricha von Nostitz-Rieneck,
Para miała czworo dzieci:
- Erwein Maximilian Franz von Nostitz-Rieneck (1921–1949), zmarł w sowieckim obozie jenieckim
- Franz von Assisi Friedrich Ernst von Nostitz-Rieneck (1923–1945); zginął na froncie wschodnim
- Karol Józef Aloys Maria von Nostitz-Rieneck (1925–2003)
- Zofia Amalia Theresia von Nostitz-Rieneck (1929–2024)